# A casa, una sera...
A casa, una sera... è una miniserie televisiva di genere giallo, basato sulla pièce teatrale Suddenly at Home di Francis Durbridge, diretto da Mario Landi, protagonisti Nino Castelnuovo e Lia Tanzi, fu girato negli Studi di Torino.

## Trama
Glenn, in combutta con Sheila, studia uno stratagemma diabolico per uccidere Maggie, la sua benestante moglie. Sheila e Glenn sono infatti amanti. Maggie viene uccisa e i due amanti diabolici intendono scaricare le colpe su Sam, ex compagno di Maggie. La vicenda si complica quando Sam, inaspettatamente, al telefono dichiara di essere in compagnia di Maggie, dopo che questa è stata uccisa.